# بورگ-سن-موریس
بورگ-سن-موریس (به فرانسوی: Bourg-Saint-Maurice) یک کمون در فرانسه است که در Canton of Bourg-Saint-Maurice واقع شده‌است.

## خصوصیات
بورگ-سن-موریس ۱۷۹٫۰۷ کیلومترمربع مساحت و ۷٬۷۴۹ نفر جمعیت دارد و ۸۱۵ متر بالاتر از سطح دریا واقع شده‌است.

## خواهرخوانده
شهر آلتنشتایگ خواهرخواندهٔ بورگ-سن-موریس هست.